# Place du Général-de-Gaulle

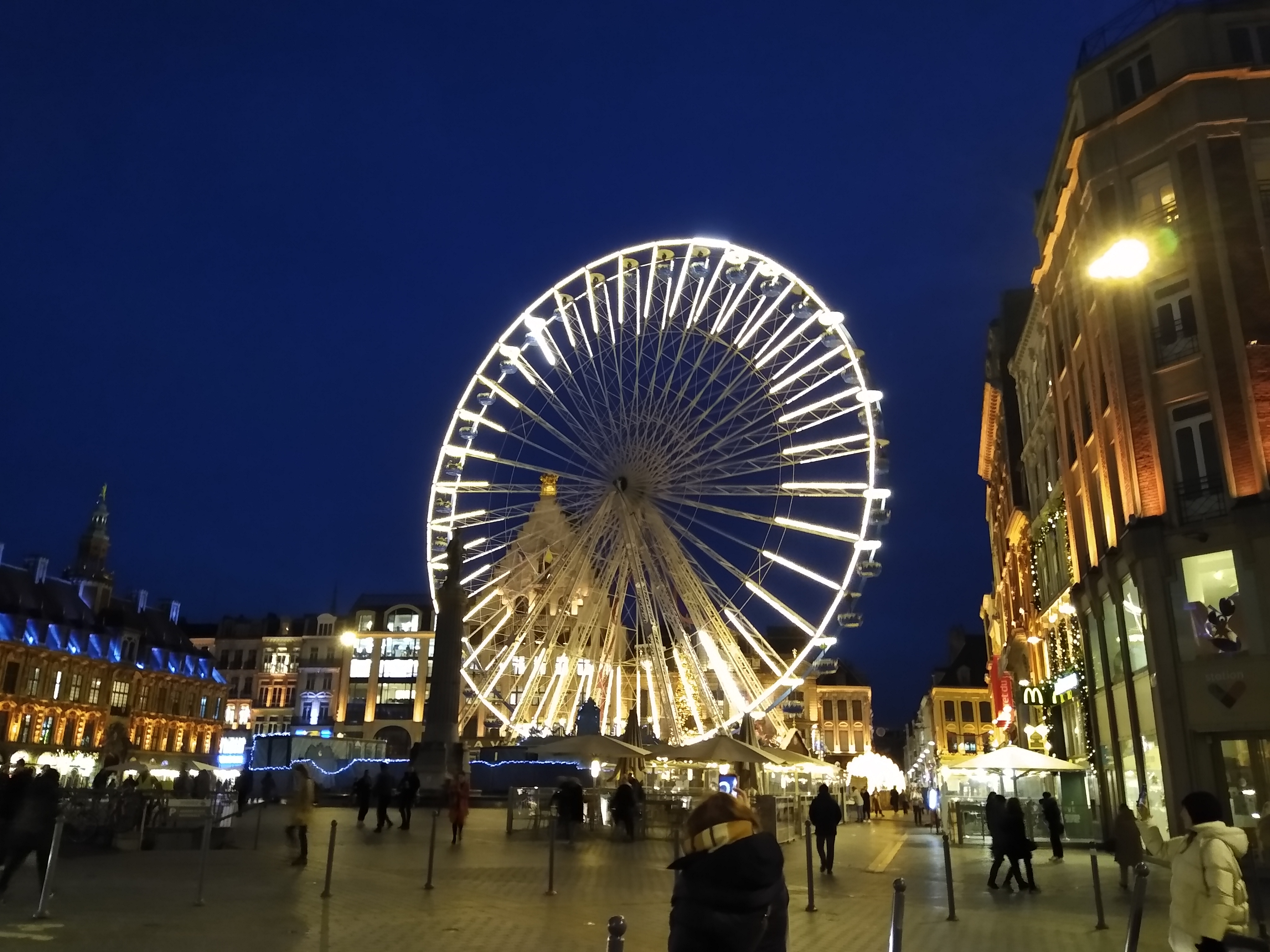

De Place du Général-de-Gaulle, ook wel Grand Place genoemd, is een marktplein in de Noord-Franse stad Rijsel. Het plein is vernoemd naar de in Rijsel geboren generaal De Gaulle, een Frans militair, later de eerste president van de vijfde republiek in Frankrijk.
Het plein is populair bij toeristen en burgers van Rijsel. Op het plein zijn veel terrasjes. Langs een zijde wordt het plein begrensd door het oude beursgebouw. In het midden van het plein staat een standbeeld op een sokkel die in een fontein staat. Het beeld heet "La Colonne de la Déesse" en herinnert aan het beleg van Rijsel door Oostenrijk in 1792.
Het oude Rijsel wordt gekenmerkt door twee architecturale stijlen. Bij de 17e-eeuwse gebouwen is de invloed uit de Nederlanden overduidelijk, maar toen Rijsel in 1713 onder Frans bestuur werd geplaatst, werden nieuwe wijken opgetrokken door de Franse stedenbouwkundige Vauban. De eeuwenoude huizen hebben kleurrijke gebeeldhouwde gevels.